# Prestop (film)
Prestop je slovenski dramski film iz leta 1980 v režiji Matije Milčinskega po scenariju Mirča Šušmela in Matjaža Zajca. Filmska zgodba prikazuje novinarja Roka, ki pripravlja reportažo o praznovanju jubileja podjetja, pri čemer naleti na kopico težav in zapletov.

## Igralci
- Jožica Avbelj kot Milena
- Danilo Benedičič kot glavni
- Demeter Bitenc kot sekretar
- Mirko Bogataj kot Rok Traven
- Berta Bojetu kot Liljana
- Peter Boštjančič kot grafik
- Lili Brajer kot Mala
- Nina Cvek kot Barbara
- Barbara Drnač kot Vanda
- Janez Drozg kot vodja čuvajev
- Neca Falk kot pevka (glas)
- Janez Hočevar - Rifle kot Pec
- Željko Hrs kot delavec
- Barbara Jakopič kot Vesna
- Slavko Jan kot Traven
- Milada Kalezič kot Mika
- Andrej Kitak kot Jim
- Nevenka Koprivšek kot mlada delavka
- Branka Kržin kot Tatjana
- Katja Levstik kot teoretičarka
- Gordana Marić kot Lenča
- Voja Mirić kot Stari
- Kristijan Muck kot Dohtar
- Dragan Nikolić kot Boris
- Marko Okorn kot Pena
- Tonka Orešnik
- Miro Podjed kot Gajči
- Marko Simčič kot mojster
- Božo Šprajc kot Lenko
- Janez Starina kot Piki
- Polona Vetrih kot Darja
- Janez Vrhovec kot voditelj
- Rok Zavrtanik kot mladi delavec
- Irena Žitnik